# Идризово
Идризово (мкд. Идризово) је насеље у Северној Македонији, у северном делу државе. Идризово припада градској општини Гази Баба града Скопља. Насеље је северно предграђе главног града.

## Географија
Идризово је смештено у северном делу Северне Македоније. Од најближег већег града, Скопља, насеље је удаљено 15 km источно.
Насеље Идризово је у средишњем делу историјске области Скопско поље. Подручје око насеља је равничарско и под пољопривредом. Јужно од насеља протиче Вардар. Надморска висина насеља је приближно 230 m.
Месна клима је блажи облик континенталне климе услед слабог утицаја Егејског мора (жарка лета).

## Становништво
Идризово је према последњем попису из 2002. године имало укупно 2.040 становника, од чега у селу 1.589, а у колонији 451. становник.
Састав становништва у насељу према народности:
| Националност | Насеље Идризово | Колонија Идризово | УКУПНО        |
| Македонци    | 686 (43,2%)     | 401 (88,9%)       | 1.087 (53,2%) |
| Албанци      | 774 (48,7%)     | 35 (7,8%)         | 809 (39,6%)   |
| Бошњаци      | 28 (1,8%)       | 0 (0,0%)          | 28 (1,4%)     |
| Турци        | 19 (1,2%)       | 4 (0,9%)          | 23 (1,1%)     |
| Срби         | 8 (0,5%)        | 8 (1,8%)          | 16 (0,8%)     |
| остали       | 74 (4,7%)       | 3 (0,7%)          | 77 (2,8%)     |

Присутне вероисповести у насељу су православље и ислам.